# Robert Fotherby
Pour les articles homonymes, voir Fotherby (homonymie).
Robert Fotherby, mort le 16 octobre 1646 à Blackwall Yard, est un explorateur et baleinier britannique.
De 1613 à 1615, il travaille pour la Compagnie de Moscovie, et de 1615 jusqu'à sa mort pour la Compagnie britannique des Indes orientales.

## Biographie

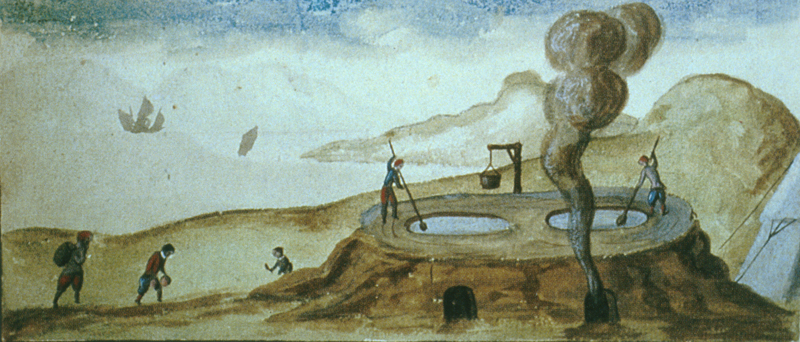
Peinture de Robert Fotherby montrant l'ébullition de la graisse des baleines pour extraire l'huile

Fotherby fait partie de l'équipage de sept navires envoyés par la Compagnie de Moscovie au Groenland et au Spitzberg en mai 1613. Il sert comme second maître à bord du navire Matthew (250 tonneaux), vice-amiral de la flotte. Le seul événement notable dont Fotherby a parlé dans son journal est qu'il est monté sur un glacier à Josephbukta, une baie sur le côté ouest du fjord Recherche. Ceci est significatif dans la mesure où il s'agit de la première expédition glaciaire enregistrée dans l'histoire du Spitzberg. Le glacier en question est probablement le Renardbreen.
En 1614, Fotherby navigue comme second sur le navire Thomasine, l'un des deux navires envoyés par la Compagnie de Moscovie pour explorer la côte du Spitzberg. Le navire a quitté l'Angleterre au début de mai et est arrivé à la latitude de 75° N, juste au sud du Spitzberg, à la fin du mois. Le 22 juin, Fotherby entre dans le Magdalenefjorden, le revendiquant ainsi que la petite baie abritée sur sa rive sud pour le roi Jacques Ier d'Angleterre en installant les armes du roi sur une croix en bois. Il nomme l'ancien Maudlin Sound, Trinity Harbour.
Plusieurs fois en juillet et en août, Fotherby, accompagné de William Baffin, pilote du Thomasine, utilisant deux chaloupes, explore la côte nord du Spitzberg. Ils visitent et nomment Raudfjorden Red-cliff Sound (son nom moderne n'est qu'une corruption de cet homonyme antérieur). Fotherby baptise le cap séparant ses deux branches sud Point Deceit (maintenant appelé Narreneset, son équivalent norvégien), et son entrée est Point Welcome (que les cartes modernes ont égarée plus à l'est), la grande baie ouverte à l'est qu'il nomme Broad bay (Breibogen, son équivalent norvégien), et sa rive Red Beach. Le long de Red Beach, il découvre des preuves de la présence de l'expédition de Thomas Marmaduke en 1612 par les incendies que son équipage avait allumés. La pointe orientale de Red Beach, maintenant marquée à tort Velkomstpynten sur les cartes modernes, est nommée Redbeach Point par Fotherby. Les deux fjords (Liefdefjorden et Woodfjorden) au sud de Breibogen et Reinsdyerflya, il les nomme Wiches Sound, du nom de l'armateur et marchand londonien Richard Wyche.
En grimpant, début août, au sommet d'une haute colline le long de la rive est de Woodfjorden, Fotherby et Baffin aperçoivent une longue et large baie (Wijdefjorden) et une pointe au nord-est (Verlegenhuken (en)). Se rendant plus au nord, ils trouvent une croix érigée par les hommes de Marmaduke en 1612. Laurence Prestwood, ainsi que deux ou trois autres noms, y sont gravés. Elle porte la date du 17 août 1612. En voyageant par voie terrestre et maritime, ils contournent Gråhuken et plusieurs lieues dans Wijdefjorden, où, à cause de l'épaisseur de la glace, ils sont contraints de voyager uniquement par voie terrestre pour explorer plus avant le fjord. Marchant le long de sa rive ouest, Fotherby et Baffin parcourent près d'une lieue plus loin, où, d'un point de terre s'avançant dans le fjord, ils ont pu voir la fin de Wijdefjorden à plusieurs lieues au sud. La glace ne leur permettant pas d'explorer davantage, ils reviennent à leur navire ancré dans le port sud de Fairhaven (Smeerenburgfjorden).
Ils ont tenté de faire naviguer le navire autour de la côte nord du Spitzberg, mais n'ont pu atteindre que l'embouchure du Wijdefjorden avant d'être contraints de faire demi-tour à cause des glaces. Le Thomasine a quitté la latitude du Spitzberg début septembre et est revenu en Angleterre au début du mois suivant.
En 1615, Fotherby fait de nouveau partie d'une expédition. Il commande son propre navire, la pinasse Richard (20 tonneaux). Bien qu'il n'ait pas réussi à trouver l'insaisissable Hold-with-Hope d'Henry Hudson (généralement considéré comme faisant partie de la côte est du Groenland), il est tombé sur Jan Mayen, devenant la première expédition anglaise documentée à atteindre l'île. Pensant qu'il s'agissait d'une nouvelle découverte, il la nomme île de Sir Thomas Smith et baptise le grand volcan dominant la partie nord-est de l'île, le mont Hackluyt (Beerenberg),. 
En octobre 1615, après son retour de l'expédition, une minute du tribunal de la Compagnie des Indes orientales déclare que Fotherby est « une personne très apte à être employée lors d'une découverte du côté sud du Cap ». Il est alors nommé surveillant de la compagnie pour la fabrication de cordages à Deptford en novembre 1618. En août de la même année, il déménage à Blackwall Yard pour y agir comme agent de la compagnie et, en octobre 1624, il fait augmenter son salaire. Fotherby est mentionné comme commis à Blackwall en août 1627, et de nouveau en août 1639, en référence à son fils, également nommé Robert, où il est dit être « l'ancien et bien méritant serviteur et commis de la Compagnie à Blackwall ». En juillet 1644, il est mentionné comme l'un des hommes choisis comme officiers de la compagnie : « Robert Fotherby, commis à Blackwall ». En septembre de la même année, le procès-verbal de la société indique que Fotherby a été « commis et magasinier de la société à Blackwall Yard » au cours des vingt-six dernières années. Il est mentionné pour la dernière fois au service de la Compagnie dans le procès-verbal de mai 1646. En octobre, la Compagnie apprend son décès et le 16 du même mois, il est inhumé. Son fils meurt trois ans plus tard.